# Tempête tropicale Norman (2006)
La tempête tropicale Norman est la 15e dépression tropicale et la 14e tempête tropicale de la saison cyclonique 2006 pour le bassin nord-est de l'océan Pacifique. Le nom Norman avait déjà été utilisé en 1978, 1982, 1994 et 2000.

## Chronologie
Début octobre, un système dépressionnaire a commencé à mieux s'organiser à l'ouest de la côte mexicaine. Tard dans la soirée du 8 octobre, il est devenu une dépression tropicale 15-E à la fermeture de la circulation. Il s'est renforcé lentement pendant la nuit et est devenu une tempête tropicale le lendemain, mais un fort cisaillement du vent et des températures basses à la surface de la mer ont entravé le développement. Il a lentement commencé à s'affaiblir et le 10 octobre a perdu la plupart des convections. Le reste bas de Norman combiné avec une nouvelle perturbation tropicale au sud-ouest de Manzanillo, et a lentement commencé à se réorganiser. Le système a été renommé dépression tropicale le 15 octobre, très près de la côte du Mexique, pour se dissiper à l'approche de la côte.